# Mare de Déu de les Neus de Vaquèria
La Mare de Déu de les Neus de Vaquèria és una església de les darreres tendències de Naut Aran (Vall d'Aran) inclosa a l'Inventari del Patrimoni Arquitectònic de Catalunya.

## Descripció
L'església de la Mare de Déu de les Neus es troba al costat de l'estació d'esquí de Baqueira Beret. És un edifici de planta rectangular on destaca la gran coberta de pissarra a dues vessants amb un fort pendent; el vessant est és llis però el de ponent s'estructura en tres nivells aprofitant l'espai entre nivells per obrir unes finestres obliqües que il·luminen zenitalment l'interior de l'edifici. A la façana oest es troba la porta precedida per un gran porxo cobert amb una teulada de doble vessant amb un angle molt marcat i que s'uneix al joc de volums de l'edifici. A les façanes de tramuntana i migjorn s'obren dues finestres triangulars. A més a més, a la façana sud sobresurt un gran triangle de formigó amb una creu en negatiu. El paraments són de pedra seguint la tradició de la zona.
L'interior és una nau rectangular molt ample, amb l'absis pla i un cor sobrealçat als peus. El sostre per l'interior ressegueix el perfil exterior de la coberta però folrat amb fusta. Aquí els paraments són de la mateixa pedra que la de l'exterior.

## Història
El Concili Ecumènic Vaticà II, celebrat entre els anys 1962 i 1965, va propiciar un canvi en l'arquitectura religiosa, deixant de banda un llenguatge classicista per seguir les línies més contemporànies. La proposta feta per l'arquitecte Josep Ribas González a la dècada de 1980 combina tradició i modernitat, fent servir materials propis de la regió com la pedra o la pissarra juntament amb el formigó.